# Пруденшал центар
Пруденшал центар (енгл. Prudential Center) је вишенаменска спортска дворана у Њуарку, држава Њу Џерзи. Капацитет дворане за хокеј је 17.625, а за кошарку 18.711 места. Користе је Њу Џерзи девилси, Њу Џерзи нетси, као и други спортски клубови из Њу Џерзија.
Изградња дворане је почела 3. октобра 2005. године, а хала је завршена 25. октобра 2007. године.
Први спортски догађај у овој дворани одржан је 27. октобра 2007, када је одиграна хокејска утакмица између домаћих Њу Џерзи девилса и Отава сенаторса.